# Крушедол Прњавор
Крушедол Прњавор је насеље у Србији у општини Ириг у Сремском округу. Према попису из 2022. било је 136 становника.
Крушедол је сремско насеље које се састоји од Крушедол Села и Крушедол Прњавора. Налази се на јужним падинама Фрушке горе, у иришкој општини. Године 1991, Крушедол Село је имало 372, а Крушедол Прњавор 229 становника.
Насељавање Крушедол Прњавора везано је за изградњу манастира, који је подигао Ђорђе Бранковић у периоду 1509-1512. године. Манастир је располагао великим поседима који су захтевали радну снагу, па је на својим имањима насељавао сиромашне сељаке и избеглице с турске територије.

## Демографија
У насељу Крушедол Прњавор живи 233 пунолетна становника, а просечна старост становништва износи 46,9 година (44,8 код мушкараца и 48,8 код жена). У насељу има 109 домаћинстава, а просечан број чланова по домаћинству је 2,47.
Ово насеље је великим делом насељено Србима (према попису из 2002. године).
|  |

| Демографија | Демографија | Демографија |
| Година      | Становника  | Становника  |
| ----------- | ----------- | ----------- |
| 1948.       | 611         |             |
| 1953.       | 578         |             |
| 1961.       | 553         |             |
| 1971.       | 481         |             |
| 1981.       | 276         |             |
| 1991.       | 229         | 229         |
| 2002.       | 277         | 289         |

| Етнички састав према попису из 2002.‍ | Етнички састав према попису из 2002.‍ | Етнички састав према попису из 2002.‍ | Етнички састав према попису из 2002.‍ | Етнички састав према попису из 2002.‍ |
| ------------------------------------ | ------------------------------------ | ------------------------------------ | ------------------------------------ | ------------------------------------ |
|                                      |                                      |                                      |                                      |                                      |
| Срби                                 | Срби                                 |                                      | 269                                  | 97,11%                               |
| Мађари                               | Мађари                               |                                      | 3                                    | 1,08%                                |
| Југословени                          | Југословени                          |                                      | 3                                    | 1,08%                                |
| Хрвати                               | Хрвати                               |                                      | 1                                    | 0,36%                                |
| Македонци                            | Македонци                            |                                      | 1                                    | 0,36%                                |
| непознато                            | непознато                            |                                      | 0                                    | 0,0%                                 |

| Година пописа     | 1948. | 1953. | 1961. | 1971. | 1981. | 1991. | 2002. |
| ----------------- | ----- | ----- | ----- | ----- | ----- | ----- | ----- |
| Број домаћинстава | 145   | 135   | 143   | 133   | 103   | 92    | 109   |

| Број чланова      | 1  | 2  | 3  | 4  | 5 | 6 | 7 | 8 | 9 | 10 и више | Просек |
| ----------------- | -- | -- | -- | -- | - | - | - | - | - | --------- | ------ |
| Број домаћинстава | 35 | 33 | 14 | 16 | 5 | 5 | 1 | 0 | 0 | 0         | 2,47   |

| Пол    | Укупно | Неожењен/Неудата | Ожењен/Удата | Удовац/Удовица | Разведен/Разведена | Непознато |
| ------ | ------ | ---------------- | ------------ | -------------- | ------------------ | --------- |
| Мушки  | 111    | 34               | 62           | 9              | 6                  | 0         |
| Женски | 129    | 23               | 63           | 42             | 1                  | 0         |
| УКУПНО | 240    | 57               | 125          | 51             | 7                  | 0         |

| Пол    | Укупно                    | Пољопривреда, лов и шумарство | Рибарство                            | Вађење руде и камена | Прерађивачка индустрија       |
| ------ | ------------------------- | ----------------------------- | ------------------------------------ | -------------------- | ----------------------------- |
| Мушки  | 52                        | 31                            | 0                                    | 0                    | 6                             |
| Женски | 38                        | 21                            | 0                                    | 0                    | 3                             |
| УКУПНО | 90                        | 52                            | 0                                    | 0                    | 9                             |
| Пол    | Производња и снабдевање   | Грађевинарство                | Трговина                             | Хотели и ресторани   | Саобраћај, складиштење и везе |
| Мушки  | 0                         | 1                             | 3                                    | 0                    | 0                             |
| Женски | 1                         | 0                             | 5                                    | 0                    | 0                             |
| УКУПНО | 1                         | 1                             | 8                                    | 0                    | 0                             |
| Пол    | Финансијско посредовање   | Некретнине                    | Државна управа и одбрана             | Образовање           | Здравствени и социјални рад   |
| Мушки  | 0                         | 0                             | 1                                    | 0                    | 0                             |
| Женски | 0                         | 1                             | 3                                    | 0                    | 0                             |
| УКУПНО | 0                         | 1                             | 4                                    | 0                    | 0                             |
| Пол    | Остале услужне активности | Приватна домаћинства          | Екстериторијалне организације и тела | Непознато            | Непознато                     |
| Мушки  | 1                         | 0                             | 0                                    | 9                    | 9                             |
| Женски | 4                         | 0                             | 0                                    | 0                    | 0                             |
| УКУПНО | 5                         | 0                             | 0                                    | 9                    | 9                             |